# Atarba dinematophora
Atarba dinematophora är en tvåvingeart som beskrevs av Alexander 1943. Atarba dinematophora ingår i släktet Atarba och familjen småharkrankar.
Artens utbredningsområde är Peru. Inga underarter finns listade i Catalogue of Life.